# Sjarel Ex

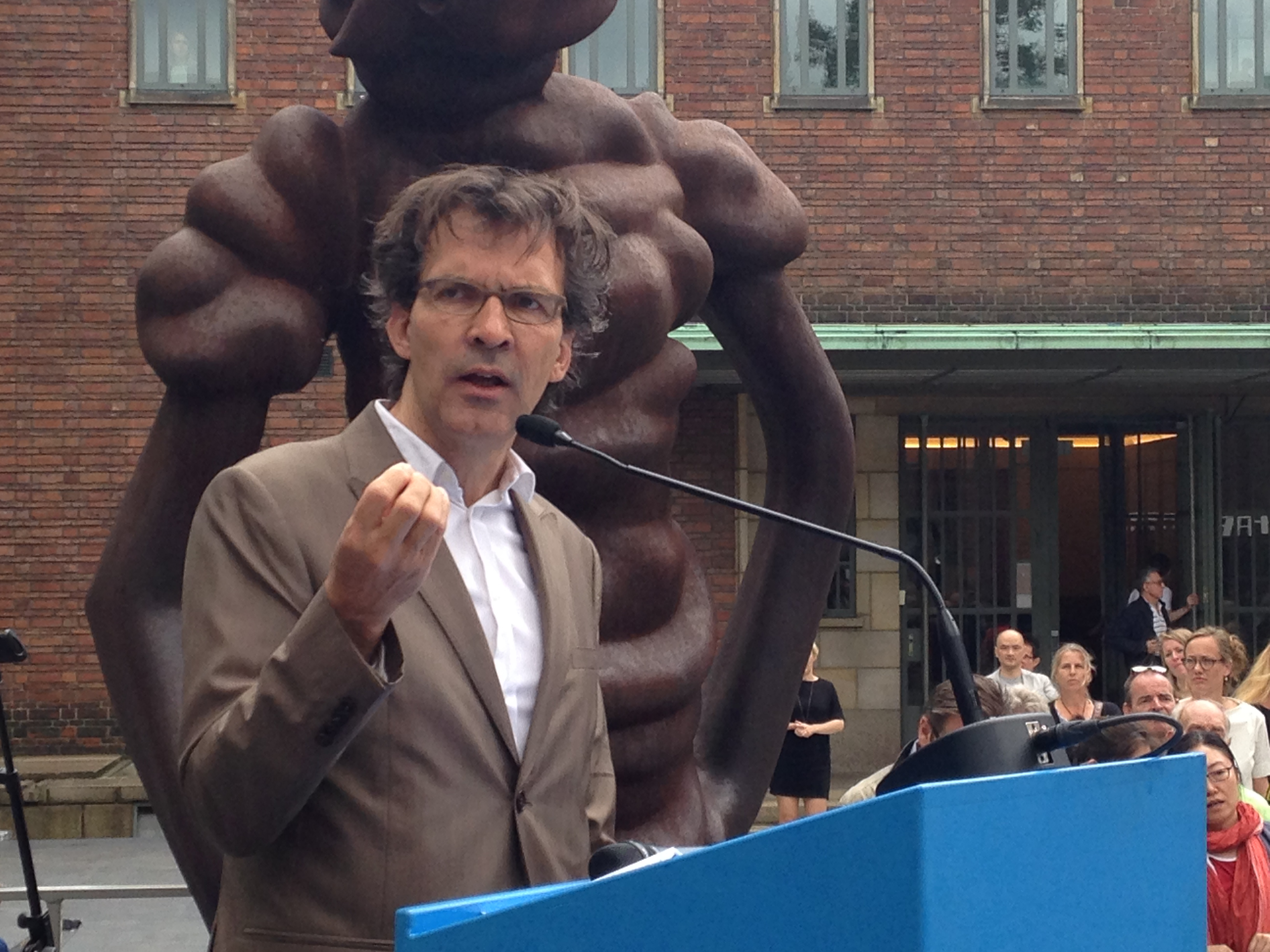
Sjarel Ex (2014)

Karel Maria Theodorus Ex, genannt Sjarel Ex (* 5. März 1957 in Terwinselen, Kerkrade), ist ein niederländischer Museumsdirektor und Kunsthistoriker.

## Leben
Ex studierte Kunstgeschichte in Utrecht, wo er sich auf die frühe niederländische Avantgarde und die Künstler Gruppe De Stijl spezialisierte.
1988 bis 2004 war er Direktor des Centraal Museum Utrecht. Im Jahr 2004 wurde er von der Stadt Utrecht mit der Medaille in Silber ausgezeichnet für seine Verdienste in der Entwicklung des Centraal Museums. Unter der Leitung von Sjarel Ex erhöhte sich der Anteil an selbsterwirtschafteten Mitteln, dank gestiegener Besucherzahlen und Beiträgen von Sponsoren.
Seit 2004 ist er Direktor des Museum Boijmans Van Beuningen in Rotterdam. Sjarel Ex plant die bisher im Keller des Museums gelagerte Sammlung des Museums der Öffentlichkeit zugänglich zu machen. Dazu wurde ab 2017 im Museumpark ein vom Architekten Winy Maas entworfenes Kunstdepot als 40 Meter hoher Rundbau errichtet und 2021 feierlich eröffnet. Auf 17.000 Quadratmetern sollen im Kunstdepot auch ausgesuchte Privatsammler eigene Räume anmieten können, um ihre Kunstwerke öffentlich auszustellen. Im Rundbau sind Restaurierungsstudios, kleinere Galerien sowie Restaurants vorgesehen.